# زعفران شتوي
الزعفران الشتوي (باللاتينية: Crocus hyemalis) نوع نباتي ينتمي إلى جنس الزعفران من الفصيلة السوسنية.

## الموئل والانتشار
ينتشر في بلاد الشام.

## مرادفات للاسم العلمي
- (باللاتينية: Crocus hyemalis var. foxii Maw ex Boiss.)